# Marquesado de Mont-Roig

Escudo de Montroig.

El marquesado de Mont-Roig es un título nobiliario español creado el 14 de febrero de 1889 por el rey Alfonso XIII a favor de Antonio Ferratges de Mesa, senador del Reino y diputado a Cortes, español nacido en Cuba de origen catalán.
Su denominación hace referencia al municipio tarraconense de Montroig.

## Marqueses de Mont-Roig
|                           | Titular                            | Periodo                   |
| Creación por Alfonso XIII | Creación por Alfonso XIII          | Creación por Alfonso XIII |
| ------------------------- | ---------------------------------- | ------------------------- |
| I                         | Antonio Ferratges de Mesa          | 1889-1902                 |
| II                        | Álvaro Ferratges y Domínguez       | 1902-1943                 |
| III                       | María del Carmen Ferratges y Otero | 1950-1993                 |
| IV                        | Santiago Jaime Castillo Ferratges  | 1996-2018                 |
| V                         | Fernanda Castillo Moreno           | 2020-                     |

## Historia de los marqueses de Mont-Roig
- Antonio Ferratges de Mesa, I marqués de Mont-Roig.

1. Casó con Concepción Domínguez. Le sucedió su hijo:

- Álvaro Ferratges y Domínguez, II marqués de Mont-Roig.

1. Casó con Rosa María Otero y Álvarez. Le sucedió su hija:

- María del Carmen Ferratges y Otero, III marquesa de Mont-Roig.

- Santiago Jaime Castillo Ferratges, IV marqués de Mont-Roig.

1. Casó con María Moreno Pidal. Le sucedió su hija:

- Fernanda Castillo Moreno, V marquesa de Mont-Roig.